# Ingeborg Jensen
Ingeborg Jensen var en dansk skuespillerinde der har spillet mindre biroller i en række danske stumfilm.

## FIlmografi
| - Bristet Lykke (instruktør August Blom, 1913) - Atlantis (instruktør August Blom, 1913) - Chatollets Hemmelighed (instruktør Hjalmar Davidsen, 1913) - Prins for en Dag (instruktør Eduard Schnedler-Sørensen, 1913) - En farlig Forbryderske (instruktør Eduard Schnedler-Sørensen, 1913) - En farlig Forbryder (instruktør August Blom, 1913) - Lykkens lunefulde Spil (instruktør Sofus Wolder, 1913) - Privatdetektivens Offer (instruktør Sofus Wolder, 1913) - Frk. Studenten (instruktør Sofus Wolder, 1913) - Staalkongens Villie (instruktør Holger-Madsen, 1913) - Troskabsvædsken (instruktør Sofus Wolder, 1913) - Giftslangen (instruktør Hjalmar Davidsen, 1913) - Nellys Forlovelse (instruktør Eduard Schnedler-Sørensen, 1913) - Den gamle Majors Ungdomskærlighed (instruktør Axel Breidahl, 1913) - Dramaet i den gamle Mølle (instruktør Robert Dinesen, 1913) - Lykken svunden og genvunden (instruktør Hjalmar Davidsen, 1913) - Prinsesse Elena (instruktør Holger-Madsen, 1913) - Under Skæbnens Hjul (instruktør Holger-Madsen, 1914) - Den store Middag (instruktør August Blom, 1914) - Husassistenten (instruktør Holger-Madsen, 1914) - Søndagsjægerens Jagtæventyr (instruktør Eduard Schnedler-Sørensen, 1914) - Grev Zarkas Bande (instruktør Eduard Schnedler-Sørensen, 1914) - Millionærdrengen (instruktør Holger-Madsen, 1914) - Vasens Hemmelighed (instruktør August Blom, 1914) - Under falsk Flag (instruktør Sofus Wolder, 1914) - Hammerslaget (instruktør Robert Dinesen, 1914) | - Den mystiske Fremmede (instruktør Holger-Madsen, 1914) - Tøffelhelten (instruktør Robert Dinesen, 1914) - Eventyrersken (instruktør August Blom, 1914) - Ægteskab og Pigesjov (instruktør August Blom, 1914) - Den fjerde Dame (instruktør Eduard Schnedler-Sørensen, 1914) - Fædrenes Synd (instruktør August Blom, 1914) - Stemmeretskvinden (instruktør Eduard Schnedler-Sørensen, 1914) - Stop Tyven (instruktør Sofus Wolder, 1914) - Hægt mig i Ryggen (instruktør Sofus Wolder, 1914) - Tugthusfange No. 97 (instruktør August Blom, 1914) - Den skønne Ubekendte (instruktør Robert Dinesen, 1914) - Min Ven Levy (instruktør Holger-Madsen, 1914) - I Kammerherrens Klæder (instruktør Sofus Wolder, 1914) - De kære Nevøer (Alfred Cohn, 1914) - Moderen (instruktør Robert Dinesen, 1914) - Expressens Mysterium (instruktør Hjalmar Davidsen, 1914) - En stærkere Magt (instruktør Hjalmar Davidsen, 1914) - Et Kærlighedsoffer (instruktør Robert Dinesen, 1914) - En nydelig Ægtemand (instruktør Eduard Schnedler-Sørensen, 1914) - Opiumsdrømmen (instruktør Holger-Madsen, 1914) - Man skal ikke skue Hunden paa Haarene (instruktør Sofus Wolder, 1914) - Guldkalven (instruktør Hjalmar Davidsen, 1915) - Trold kan tæmmes (instruktør Holger-Madsen, 1915) - Tre om Een (Lau Lauritzen Sr., 1915) - I Stjernerne staar det skrevet (instruktør Hjalmar Davidsen, 1915) - Morderen (instruktør Sofus Wolder, 1915) |